# 二人零和有限確定完全情報ゲーム
二人零和有限確定完全情報ゲーム（ふたり ゼロわ ゆうげん かくてい かんぜんじょうほう ゲーム）は、ゲーム理論によるゲームの分類の一つ。

## 概要
- 二人：プレイヤーの数が二人
- 零和[1]：プレイヤー間の利害が完全に対立し、一方のプレイヤーが利得を得ると、それと同量の損害が他方のプレイヤーに降りかかる
- 有限：ゲームが必ず有限の手番で終了する
- 確定：サイコロのようなランダムな要素が存在しない
- 完全情報：全ての情報が両方のプレイヤーに公開されている

という特徴を満たすゲームのことである。伝統的なボードゲームの多くがこのカテゴリに属する（詳細は「#具体例」を参照）。
なお、
- ゲーム理論でいうプレーヤーとはゲームを行う際にゲームの着手を決定する、意思決定する主体を指す。コンピュータであってもよく、また、最終的に意思決定が一つに定まるのであれば、二人以上のチームであってもよい。
- 零和ゲームは上述のように一方のプレイヤーの利得と他方のプレイヤーの利得（＝損害をマイナスしたもの）の合計が0であることが求められるが、合計が0でなくとも定数和であれば、零和ゲームに簡単に変換できることが知られている。
- 「確定」と「完全情報」の意味合いがわかりにくいので補足すると、すごろく（周り双六）やバックギャモンはサイコロを使うため確定ゲームではないが、サイコロの出た目を含めゲームの全ての情報は全プレイヤーに公開されているので完全情報ゲームである。一方じゃんけんはサイコロのような乱数を生成する道具を使わないので確定ゲームであるが、相手がどんな手（グー、チョキ、パー）を出すかという情報を知らない状態で自分の手を決めねばならないので完全情報ゲームではない。

## 厳密な定義
二人零和有限確定完全情報ゲームは厳密には二人展開型ゲームとして定義される。以下プレイヤーの名前をA、Bとすると、
- 二人展開型ゲームが零和であるとはAの利得関数EAとBの利得関数EBがEA＝-EBを満たすことをいう[3]
- 二人展開型ゲームが有限であるとはゲーム木が有限グラフであることをいう
- 二人展開型ゲームが確定であるとは偶然手番が存在しないことをいう
- 二人展開型ゲームが完全情報であるとは全ての情報集合が唯一つの手番からなることをいう[3]

## 具体例
チェス・将棋・チェッカー・リバーシ・石取りゲーム（ニム）・囲碁・連珠・五目並べ・三目並べ（○×ゲーム）・シャンチー・マンカラ・ツイクストなど、盤面にすべての要素や情報が表れており、勝敗が完全にプレイヤーの実力に依存し、サイコロや配牌といった「運」に左右されないボードゲームの多くが、二人零和有限確定完全情報ゲームに相当する。
ただし、ルールやその解釈により、厳密には二人零和有限確定完全情報ゲームとなっていないこともある。
- 囲碁は、日本囲碁規約の規定上は三劫以上の多元劫、長生、循環劫などの状態になった場合、対局者が合意しないと勝負は無限に継続される[4]ため、厳密には有限ゲームではない。また対局結果は「片方の勝利」「引き分け（持碁）」「無勝負」の他に「両負け[5]」が規定されているため、厳密には零和ではない。
- 将棋は、千日手に絡み、勝利とみなすか、引き分けとみなすか、敗北とみなすかが現行ルールで定まっていない局面が存在することが、「最後の審判」と名付けられた詰将棋を例にして示されている。また、持将棋でなおかつ、先手・後手の駒数が同一となる場合も、勝敗がつけられない。
- チェスは、千日手（スリーフォールド・レピティション）や戦力不足（双方駒が減りすぎて勝敗がつかないこと）になっても、いずれかの対局者が申し立てをしない限りゲームは続くため、厳密には有限ゲームではない。

## 特徴
二人零和有限確定完全情報ゲームの特徴は、理論上は完全な先読みが可能であり、双方のプレーヤーが最善手をプレイし続ければ、先手必勝、後手必勝、引き分けが決まることがエルンスト・ツェルメロによって証明されている。
しかし選択肢が多く完全な先読みを人間が行うことが困難なゲーム（囲碁、将棋、チェスなど）は競技として成立している。
双方のプレーヤーが最善手をプレイし続けた場合の勝敗が判明しているゲームの例として、以下のものなどがある。
先手必勝
初期ルールの五目並べ
後手必勝
6×6のリバーシ、どうぶつしょうぎ、十六むさし
引き分け
オセロ、三目並べ、チェッカー
完全に解明されていないが、囲碁、チェス（チェスの先手優位性）、将棋 は経験的に先手有利とされている。囲碁ではコミにより先手側にハンデを与えている。チェスでは先後を入れ替えて複数回対局するマッチ（番勝負）で緩和している。連珠は五目並べの先手側にハンデを与えてゲームとして成立させている。

## 二人零和有限確定完全情報ゲームの研究
ゲームの理論の中で二人零和有限確定完全情報ゲームは、最も単純なゲームといえ、ゲーム理論の研究の最初期から研究されてきた。現在では研究の中心はゲームの性質についての研究から、人工知能を用いた具体的なゲームにおける戦略の研究にその中心が移っている。二人零和有限確定完全情報ゲームの先読みは人工知能の分野で早くから研究されてきた。ミニマックス法を改良したα-β法を基本とするアルゴリズム、モンテカルロ法によるプレイアウトなどが考案され、ディープラーニングにより人間を超える強さが実現した。